# Laura Haddock
Pour les articles homonymes, voir Haddock.
Laura Jane Haddock, née le 21 août 1985 à Enfield est une actrice anglaise.
Elle se fait connaître par le rôle de Lucrezia Donati dans la série Da Vinci's Demons (2013-2015).

## Biographie

### Jeunesse
Laura Haddock étudie pendant de longues années à l'école St. George's School. Elle arrête ses études à l'âge de dix-sept ans pour partir à Londres étudier le drame et la comédie.
Elle se forme à l'École éducative des arts (Arts Educational School) dans le Chiswick.

### Carrière

#### Débuts britannique et révélation
Laura fait ses débuts à la télévision britannique dans Plus One, un épisode de la série télévisée Comedy Showcase en 2007. Puis, elle enchaîne avec des rôles de figurantes dans des séries comme la sitcom Ma tribu et The Palace,.
Elle joue également dans le téléfilm Discworld de Vadim Jean, une adaptation des romans La Huitième Couleur et Le Huitième Sortilège de la série romanesque burlesque Les Annales du Disque-monde écrite par Terry Pratchett.
En 2008, elle décroche son premier rôle régulier pour la série Honest, braqueurs de père en fils, diffusée sur ITV. Quelques apparitions plus tard (Miss Marple), elle obtient en 2010, un rôle récurrent dans la série How Not to Live Your Life, une comédie de Dan Clark en trois saisons, diffusées sur BBC Three.
L'année suivante, elle est remarquée grâce à sa participation dans la comédie de Ben Palmer, Les Boloss. Ce rôle lui vaut une proposition pour l'Empire Award du meilleur espoir. Dans le même temps, elle est une figurante du blockbuster hollywoodien, Captain America: First Avenger et elle joue dans un téléfilm de David Hewlett.

#### Percée hollywoodienne
C'est finalement en 2013, après d'autres interventions dans des séries comme Strike Back, Maîtres et Valets ou encore Missing : Au cœur du complot, qu'elle perce grâce au premier rôle féminin de la série américaine Da Vinci's Demons. La série se déroule au XVe siècle, à Florence, et suit Léonard de Vinci, un jeune homme de 25 ans, exubérant et génial inventeur qui se sent un peu coincé dans son époque. Non seulement il voit le futur, mais peut l'inventer. Elle y joue Lucrezia Donati, l'une des muses du célèbre inventeur, pendant trois saisons, diffusées sur Starz.
Après cet arrêt, elle est présente dans deux épisodes de Luther aux côtés d'Idris Elba. Mais entre-temps, c'est le cinéma qui lui ouvre progressivement ses portes.
En 2014, elle décroche un petit rôle dans l'univers cinématographique Marvel. Elle est la mère de Star-Lord, incarné par Chris Pratt dans Les Gardiens de la Galaxie de James Gunn. Elle reprend ainsi ce rôle dans la suite, Les Gardiens de la Galaxie Vol. 2, sorti en 2017, dans lequel elle donne la réplique à Kurt Russell.
La même année, Michael Bay l'invite à rejoindre la série de films Transformers pour Transformers : The Last Knight. Elle succède ainsi à Megan Fox et Nicola Peltz dans le premier rôle féminin mais dont l'impact s'avère être important dans cet univers, bien plus qu'un simple atout glamour. Cependant, comme l'ensemble des films de cette franchise, le long métrage est très mal reçu par la critique et lui vaut une proposition pour le Razzie Awards de la pire actrice secondaire.
Côté télévision, elle fait son retour en Angleterre pour la mini-série en six épisodes, The Level aux côtés de Noel Clarke et Philip Glenister. La série est diffusée en 2016 sur ITV 1.
En 2019, elle joue dans quelques épisodes de la série britannique The Capture, puis en 2020, elle obtient le premier rôle de la série criminelle et dramatique White Lines, diffusée sur Netflix.

### Vie privée
Elle est mariée à l'acteur Sam Claflin (rencontré en 2011) de 2013 à 2019. Ils ont un fils, Pip Claflin, né en 2015 et une fille, Margot Claflin, née en 2018. Le 19 août 2019, ils annoncent leur séparation sur leurs comptes Instagram respectifs.

## Filmographie

### Cinéma

#### Longs métrages
- 2011 : Captain America : First Avenger de Joe Johnston : Chasseuse d'autographe
- 2011 : Les Boloss (The Inbetweeners Movie) de Ben Palmer : Alison
- 2012 : Storage 24 de Johannes Roberts : Nikki
- 2014 : Les Gardiens de la Galaxie de James Gunn : Meredith Quill
- 2014 : A Wonderful Christmas Time de Jamie Adams : Cherie
- 2015 : SuperBob de Jon Drever : June
- 2017 : Les Gardiens de la Galaxie Vol. 2 de James Gunn : Meredith Quill
- 2017 : Transformers : The Last Knight de Michael Bay : Vivian Wembley
- 2022 : Downton Abbey 2 : Une Nouvelle Ère de Simon Curtis :  Myrna Dagleish

#### Courts métrages
- 2012 : House Cocktail de James Kibbey : The Beautiful
- 2012 : Electric Cinema : How to Behave de Marcel Grant : Une femme
- 2013 : History Is a Lie : The Real Da Vinci ? de Giulio Biccari : Lucrezia Donati
- 2013 : Hardwire de Rankin : Kelly
- 2013 : For Life de William Bridges : Adele
- 2018 : Black Swan Theory d'Arjun Rose : Angela

### Télévision

#### Séries télévisées
- 2007 : Ma tribu (My Family) : Melanie
- 2007 : Comedy Showcase : Nicky
- 2008 : Honest, braqueurs de père en fils (Honest) : Kacie Carter
- 2008 : The Palace : Lady Arabella Worthesley Wolsey
- 2008 : Miss Marple : Miss Grosvenor
- 2009 : Monday Monday : Natasha
- 2009 - 2011 :  How Not to Live Your Life : Samantha
- 2011 : Strike Back : Dr Clare Somersby
- 2012 : Maîtres et Valets (Upstairs Downstairs) : Beryl Ballard
- 2012 : Missing : Au cœur du complot (Missing) : Susan Grantham
- 2013 : Dancing on the Edge : Josephine
- 2013 - 2015 : Da Vinci's Demons : Lucrezia Donati
- 2014 : Ripper Street : Lady Vera Montacute
- 2015 : Luther : Megan Cantor
- 2016 : The Musketeers : Pauline
- 2016 : The Level : Hayley Svrcek
- 2019 : The Capture : Hannah Roberts
- 2020 : White Lines : Zoe Walker
- 2022 : The Recruit : Max Meladze (8 épisodes )

#### Téléfilms
- 2007 : Discworld (The Colour of Magic) de Vadim Jean : Bethan
- 2011 : La Fureur du Yeti (Rage of the Yeti) de David Hewlett : Ashley

## Distinctions
Sauf indication contraire ou complémentaire, les informations mentionnées dans cette section proviennent de la base de données IMDb.

### Récompenses
- 2014 : Detroit Film Critics Society : meilleure distribution pour Les Gardiens de la Galaxie
- 2014 : Nevada Film Critics Society : meilleure distribution pour Les Gardiens de la Galaxie

### Nominations
- 2012 : Empire Awards : Meilleur espoir féminin pour Les Boloss
- 2014 : Phoenix Film Critics Society Awards : meilleure distribution pour Les Gardiens de la Galaxie
- 2015 : Central Ohio Film Critics Association Awards : meilleure distribution pour Les Gardiens de la Galaxie
- 2016 : Critics' Choice Television Awards : meilleure actrice dans une mini-série ou un téléfilm pour Luther
- 2018 : 38e cérémonie des Razzie Awards : Pire second rôle féminin pour Transformers : The Last Knight